# Отделение русского языка и словесности
Отделение русского языка и словесности (полное название — «Отделение русского языка и словесности Императорской Академии наук», также II Отделение Императорской Академии наук, ОРЯС, Русское отделение) — отделение Императорской Академии наук (1841—1927), занимавшееся русским языком и литературой, сыграло большую роль в развитии гуманитарной науки и в истории российской культуры в целом.

## История
Отделение русского языка и словесности было образовано 20 декабря 1841 года из Академии Российской в виде II Отделения. По первому Положению в число занятий II Отделения входили:
1. основательное исследование свойств русского языка, начертание сколь можно простейших и вразумительнейших правил употребления его и издание полного словаря;
2. изучение славянских наречий в их составе и грамматических формах относительно к языку русскому и составление сравнительного и общего словопроизводного их словаря и
3. славяно-русская филология вообще, и в особенности история русской словесности.

Отделение с самого начала было создано как научное, хотя § 18 Положения явно разрешал «входить в область изящной словесности и русской истории», и постепенно лишилось вошедших в него из Академии Российской поэтов и литераторов — в составе оставалось от 6 до 9 учёных (в первоначальном составе Отделения было 16 академиков и 4 адъюнкта, кроме того, 3 почётных академика были «введены» в круг деятельности отделения наравне с академиками).
В отличие от I (естественнонаучного) и III (истории и филологии) отделений, ОРЯС сохраняло некоторую степень самостоятельности (имело собственного председательствующего), но в то же время его члены не получали регулярного денежного содержания (председательствующий получал жалованье, подобно ординарному академику). Дореволюционные попытки слить II Отделение с III-м не были успешными, так как академики предпочитали сохранение своей самостоятельности личным материальным выгодам. Впрочем, академики получали выплаты по «мере трудов», на что было положено 8500 рублей серебром в год: так, за посещение заседания выплачивалось по 8 рублей, академику-секретарю за ведение переписки от 300 до 500 рублей в год.
Выборы в члены ОРЯС происходили на общем собрании Академии наук и утверждались лично императором. Председательствующий назначался президентом Академии наук и утверждался министром народного просвещения.
В декабре 1899 года по случаю столетия со дня рождения Пушкина в ОРЯС был создан Разряд изящной словесности, что подразумевало в том числе занятие теорией литературной критики и издание работ русских писателей.
С 1899 года было введено звание «Почётный академик по разряду изящной словесности ОРЯС», присваиваемое по итогам выборов русским писателям и критикам.
Уставом Академии 1927 г. ОРЯС и Историко-филологическое отделение были объединены сначала в Отделение гуманитарных наук, а с 1930 по 1938 год — Отделение общественных наук. В 1938 году создано Отделение литературы и языка (ОЛЯ). Преемником ОРЯС считается Отделение историко-филологических наук РАН (2002).

## Работа отделения
В 1841 году Уваров получил право «на первый раз» самолично назначить членов ОРЯС и предложил достойные кандидатуры. Почётными членами ОРЯС с 21 октября 1841 года стали действительные члены упразднённой 19 октября 1841 года Российской академии: Д. П. Татищев, Я. А. Дружинин, А. А. Писарев, князь А. А. Шаховской, И. М. Муравьёв-Апостол, А. А. Прокопович-Антонский, Григорий (Постников), архиепископ Тверской и Кашинский, затем — митрополит Новгородский и Санкт-Петербургский, М. Н. Загоскин, М. Е. Лобанов, И. С. Кочетов, П. Н. Мысловский, протоиерей Казанского собора, А. В. Казадаев, К. М. Бороздин, П. А. Загорский, А. И. Малов, протоиерей Санкт-Петербургского Исакиевского собора, Б. М. Фёдоров, В. М. Перевощиков, Филарет (Амфитеатров), митрополит Киевский и Галицкий, Д. М. Княжевич, В. Б. Бажанов, А. Н. Муравьёв, А. И. Красовский, К. С. Сербинович, Ф. П. Лубеновский, И. П. Шульгин, М. Ф. Соловьёв, В. И. Григорович, А. С. Норов, С. В. Руссов, И. А. Гульянов, Серафим (Глаголевский), митрополит Новгородский, Санкт-Петербургский, Эстляндский и Лифляндский. Ординарными академиками стали литераторы В. А. Жуковский, И. А. Крылов, П. А. Вяземский, В. И. Панаев. Были приглашены также два отца церкви: митрополит Московский и Коломенский Филарет (в миру Василий Михайлович Дроздов), ректор Санкт-Петербургской духовной академии, епископ Харьковский и Вологодский Иннокентий (в миру Иван Алексеевич Борисов), в прошлом ректор Киевской духовной академии. П. А. Ширинский-Шихматов, по мысли Уварова, должен был служить связующим звеном между ОРЯС и Археографической комиссией. В отделении работали выдающиеся специалисты: К. И. Арсеньев,К. Н. Бестужев-Рюмин, Ф. И. Буслаев, И. И. Давыдов, А. И. Михайловский-Данилевский, Н. А. Котляревский, Л. Н. Майков, П. А. Плетнёв А. Н. Пыпин, С. М. Соловьёв, И. В. Ягич и др. Уваров соединил в ОРЯС непримиримых оппонентов: в состав отделения вошли, с одной стороны, М. Т. Каченовский, основоположник русской скептической школы в историографии, отрицавший достоверность летописей, а с другой стороны, историки официального направления, М. П. Погодин и П. Г. Бутков, которые выступали защитниками самобытности начальной русской летописи и древнейшей русской культуры.
Адъюнктами стали профессора русской словесности М. П. Розберг (Императорский Дерптский университет) и С. П. Шевырёв (Императорский Московский университет), а также историки и археографы Я. И. Бередников и П. М. Строев — сотрудники Археографической комиссии.
Председательствующими в отделении были академики П. А. Ширинский-Шихматов (1841—1853), И. И. Давыдов (1853—1854), П. А. Плетнёв (1854—1865), И. И. Срезневский (1865—1880), Я. К. Грот (1884—1893), А. Ф. Бычков (1893—1899), М. И. Сухомлинов (1899—1901), А. Н. Веселовский (1901—1906), А. А. Шахматов (1906—1920) и В. М. Истрин (1920—1930).
Вышли более ста томов «Сборника ОРЯС» и 35 томов старых и новых «Известий ОРЯС».
С 1909 года Разрядом изящной словесности издавалась серия «Академическая библиотека русских писателей» в одиннадцати томах. В «Академическую библиотеку» вошли произведения А. В. Кольцова (выпуск 1), М. Ю. Лермонтова (вып. 2—6), А. С. Грибоедова (вып. 7—9), Е. А. Боратынского (вып. 10—11).
С появлением в конце XIX века финансирования при Отделении возникли 12 комиссий, в том числе:
- Комиссия по составлению Словаря русского языка;
- Комиссия по изданию сочинений Пушкина[4];
- Комиссия по составлению Диалектологической карты русского языка (Московская диалектологическая комиссия);
- Комиссия по изданию памятников древней письменности (1901—1914; 1918—1924), в 1924 году вошла в Библиотеку Академии наук (БАН);
- Комиссия по изданию Библиотеки русских писателей;
- Комиссия по составлению Толковой библиографии по древнерусской литературе (1914—1932), с 1933 года — Отдел древнерусской литературы Пушкинского Дома;
- Комиссия по научному изданию славянской Библии (1918—1929)[5].

При изучении исторических памятников Отделение часто взаимодействовало с Археографической комиссией (в которую входили как председательствующий, так и многие члены отделения).